# Robin Curtis
Robin Curtis (ur. 15 czerwca 1956 w Nowym Jorku) – amerykańska aktorka występowała w roli Wolkanki Saavik w filmach serii Star Trek (zastąpiła w tej roli Kirstie Alley) – debiutowała w filmie Star Trek III: W poszukiwaniu Spocka. Grała epizodyczne role w takich serialach jak Babilon 5, MacGyver, czy Star Trek: Następne pokolenie.
Ponadto wystąpiła w ponad 75 reklamach telewizyjnych.